# Vera Rudakova
Vera Rudakova (en russe : Рудакова Вера; née le 20 mars 1992) est une athlète russe, spécialiste du 400 mètres haies.

## Carrière
À la suite de la suspension de la Russie en novembre 2015 pour dopage organisé, Rudakova n'avait plus le droit de participer à des compétitions hors du territoire. Le 31 mai 2017, l'IAAF autorise l'athlète ainsi que Vera Rebrik et Kseniya Ustalova à concourir sous la bannière d'athlète neutre autorisé et donc peut participer à des compétitions sous neutralité. 12 athlètes avaient déjà été autorisés depuis 2016 à s'aligner sous cette bannière.

## Palmarès
| Date | Compétition                   | Lieu       | Résultat | Épreuve     | Temps   |
| ---- | ----------------------------- | ---------- | -------- | ----------- | ------- |
| 2009 | Championnats du monde cadets  | Bressanone | 1re      | 400 m haies | 57 s 83 |
| 2010 | Championnats du monde juniors | Moncton    | 1re      | 400 m haies | 57 s 16 |
| 2011 | Championnats d'Europe juniors | Tallinn    | 1re      | 400 m haies | 57 s 24 |
| 2013 | Championnats d'Europe espoirs | Tampere    | 1re      | 400 m haies | 55 s 92 |
| 2014 | Championnats d'Europe         | Zurich     | 6e       | 400 m haies | 56 s 22 |
| 2018 | Championnats d'Europe         | Berlin     | 6e       | 400 m haies | 55 s 89 |
| 2019 | Jeux mondiaux militaires      | Wuhan      | 3e       | 400 m haies | 55 s 66 |

## Records
| Épreuve          | Performance | Lieu  | Date        |
| ---------------- | ----------- | ----- | ----------- |
| 400 mètres haies | 55 s 55     | Adler | 29 mai 2015 |